# Atopocarpus papillosus
Atopocarpus papillosus är en tvåhjärtbladig växtart som beskrevs av José Cuatrecasas. Atopocarpus papillosus ingår i släktet Atopocarpus och familjen Malpighiaceae. Inga underarter finns listade i Catalogue of Life.